# Villard-Reymond
Villard-Reymond is een gemeente in het Franse departement Isère (regio Auvergne-Rhône-Alpes) in de Oisans en telt 39 inwoners (2009). De plaats maakt deel uit van het arrondissement Grenoble.

## Geografie
De oppervlakte van Villard-Reymond bedraagt 10,5 km², de bevolkingsdichtheid is dus 3,7 inwoners per km².
De onderstaande kaart toont de ligging van Villard-Reymond met de belangrijkste infrastructuur en aangrenzende gemeenten.

## Demografie
Onderstaande figuur toont het verloop van het inwonertal (bron: INSEE-tellingen).